# Maxime Du Camp
Maxime Du Camp (8. února 1822, Paříž – 9. února 1894, Baden-Baden) byl francouzský spisovatel, žurnalista a fotograf.

## Život a dílo
Je považován za průkopníka cestovatelské fotografie jako byli například Francis Bedford, George Wilson Bridges, Solomon Nunes Carvalho nebo Francis Frith. Mezi lety 1844–1845 a 1849–1851 cestoval po Evropě a Blízkém východu společně s Gustavem Flaubertem.
Podobně jako Auguste Salzmann se zabýval fotografií architektury a archeologických vykopávek. Z dnešního pohledu je však Salzmannovo dílo, ve srovnání s klasickým zobrazením prací Maxime Du Campa, opatřeno větší estetickou bohatostí. Ve své době však (Salzmann vydal publikaci o Jeruzalémě v roce 1856 s přehnanou cenou 1400 franků) měly knihy Du Campa komerční úspěch větší.

## Výstavy a sbírky
Jeho fotografie jsou také součástí sbírky Fotografis, která byla představena na začátku roku 2009 v Praze.

## Díla

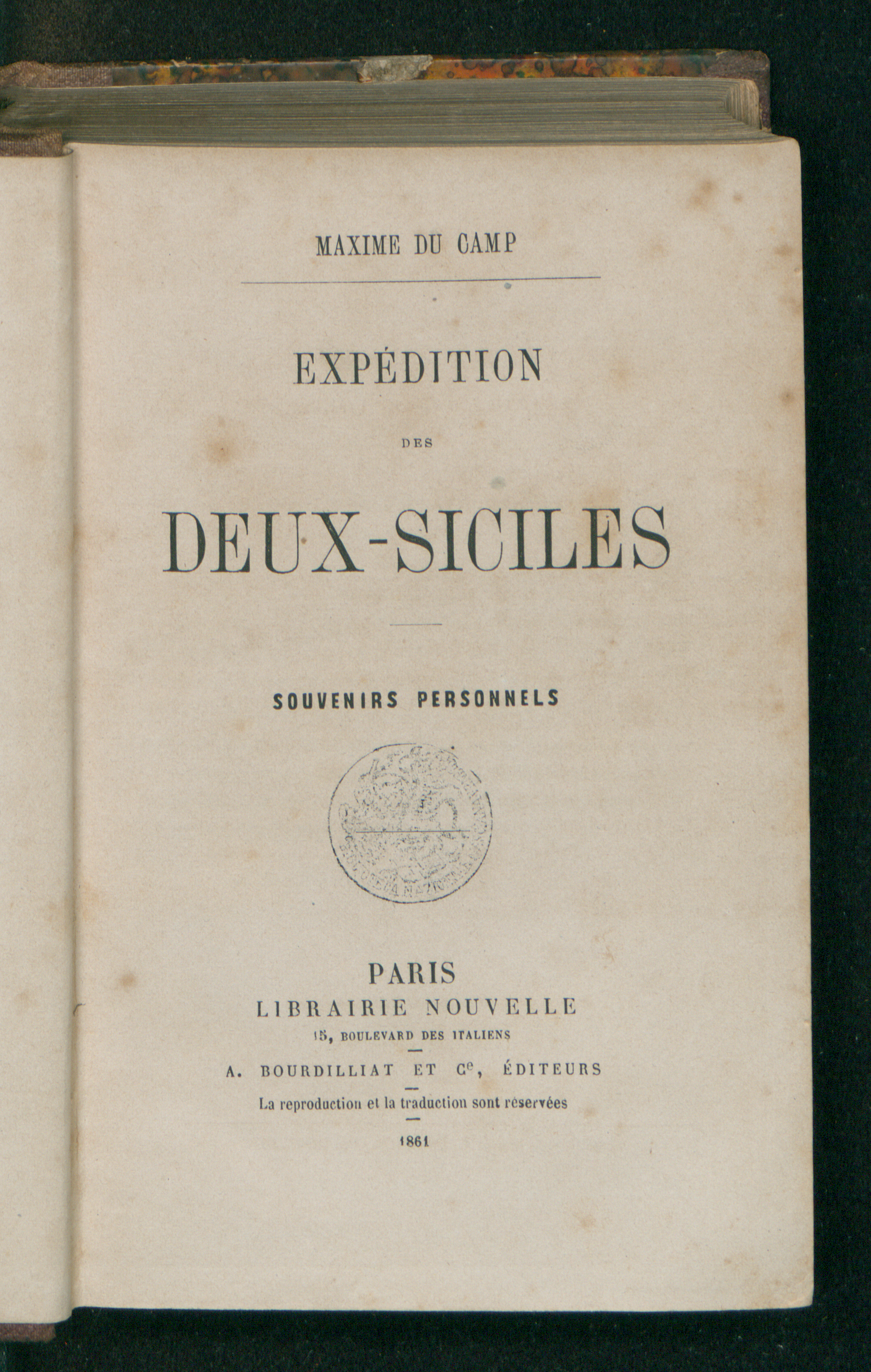
Expedition des Deux-Siciles, 1861

- Stéla v Karnaku, Egypt, okolo 1850Chants modernes (1855)
- Convictions (1858)

Cestopisy:
- Souvenirs et paysages d'orient (1848)

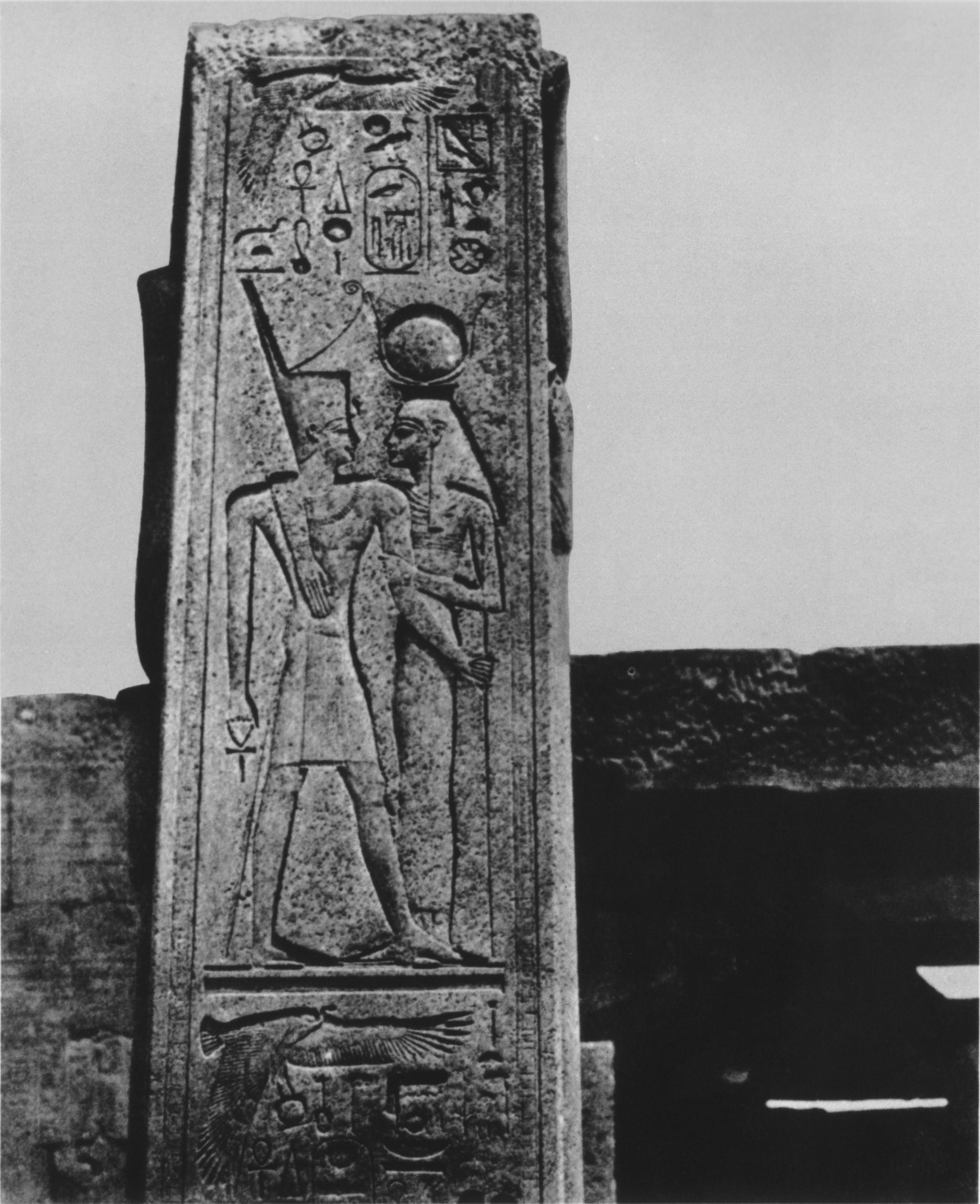
Stéla v Karnaku, Egypt, okolo 1850

- Egypte, Nubie, Palestine, Syrie (1852)

Kritika umění:
- Les Salons de 1857, 1859, 1861

Novely:
- L'Homme au bracelet d'or (1862)
- Une histoire d'amour (1889)

Literární studie:
- Théophile Gautier (1890) – francouzský spisovatel, básník, dramatik a kritik.

## Galerie

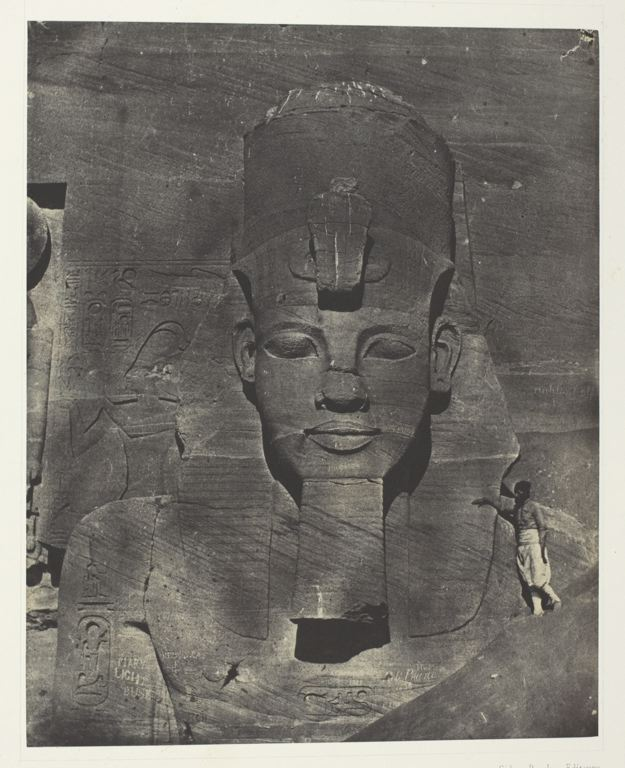
Colosse médial du Spéos d'Phré, à Abousembil, 1849/51, tisk na slaný papír; (Blanquart-Evrardův process), z kalotypického negativu 20.3 × 16.2 cm